# Аркос, Франсиско
Франси́ско (Па́ко) А́ркос (исп. Francisco (Paco) Arcos; 16 декабря 1974, Иби, Аликанте, Испания) — испанский футбольный тренер. Тренер высшей категории Pro.

## Карьера

### Клубная
Выступал во 2-м дивизионе чемпионата Испании по футзалу.

### Тренерская
После окончания университета и тренерских курсов работал с командами 3-го и 4-го дивизионов чемпионата Испании. Тренировал детские команды «Валенсии» и «Реала». Первым профессиональным клубом в карьере стал хорватский «Хайдук (Сплит)» под руководством Зорана Вулича. В 2006 году Аркос занял в «Хайдуке» место тренера под физической подготовке и продолжал работать после ухода Вулича из клуба. В январе 2008 года Аркос приехал В Россию, где, как специалист по физподготовке, подписал трёхлетний контракт с владивостокским клубом «Луч-Энергия» по протекции Вулича, который на тот момент был главным тренером дальневосточного клуба.
Не найдя общего языка с Вуличем, работал с дублем «Луча». При Альтмане вернулся в главную команду. В 2009 году после отставки Беньяминаса Зелькявичюса место главного тренера занял Константин Емельянов, однако, обладая дипломом ВШТ с категорией «В», Емельянов был вынужден оставить этот пост. В июне 2009 года главным тренером был назначен Франсиско Аркос, став первым испанцем, возглавившим российскую футбольную команду. Под руководством Аркоса и Емельянова «Луч-Энергия» покинул зону вылета и впервые в своей истории вышел в 1/4 финала Кубка России. В 2010 году после отставки Леонида Назаренко Аркос снова возглавил команду и проработал с клубом до мая 2011 года.

## Личная жизнь
Отец — преподаватель английского языка в университете, мать — школьная учительница. Одна сестра преподаёт, вторая снимается в кино.
В 2010 году Франсиско Аркос женился на 24-летней уроженке Владивостока Екатерине Шибановой. В декабре 2009 года у них родилась дочь Сония, в марте 2012 — сын Пётр.